# Privat (setmanari)
Privat és un setmanari luxemburguès en alemany de la línia Privat del Groupe Nicolas. El primer número del setmanari Privat es va publicar el 3 de novembre de 2006, amb Jean Nicolas com a editor, Heinz Kerp com a redactor i Sven Günther com a redactor en cap. Abans de l'abril de 2011, quan el Groupe Nicolas retira la paraula «Lëtzebuerg» del nom de tots els seus mitjans de comunicació, el setmanari era conegut com a Lëtzebuerg Privat. El lloc web del setmanari va néixer el 4 de gener de 2011 i va arribar a la xifra de dos milions de lectors l'any següent.